# Ospedaletto
Ospedaletto é uma comuna italiana da região do Trentino-Alto Ádige, província de Trento, com cerca de 832 habitantes. Estende-se por uma área de 16 km², tendo uma densidade populacional de 52 hab/km². Faz divisa com Pieve Tesino, Cinte Tesino, Ivano-Fracena, Villa Agnedo, Grigno e Asiago (VI).